# August Güttinger
August Güttinger (ur. 10 lipca 1892, zm. w listopadzie 1970 roku w Winterthur) – szwajcarski gimnastyk, medalista olimpijski z Paryża i Amsterdamu.